# 霞雲里
霞雲里，位於台灣桃園市復興區東北部，人口有875人。西以角板山與三民、澤仁二里為界，北以金平山與新北市三峽區五寮里、插角里相鄰，南與義盛里相隔，東以東眼山、塔開山與新北市三峽區有木里接壤。

## 里名由來
由泰雅語「優霞雲」（Yo-Habun 哈盆）簡化而來，意為「兩條溪流交匯在峽谷」。清代稱「合吻社」或「合脗社」。里內包括優霞雲（Yo-Habun）、庫志（Kusi）、志繼（Sikkei，原三峽大豹社）、卡外（Kawai）、金暖(Knlwan)、佳志（Kasi）等部落，里中心為霞雲部落。

## 歷史沿革
清代光緒12年（1886年），劉銘傳於大嵙崁（今大溪鎮）設立「臺灣撫墾總局」，該村屬於總局之「大嵙崁撫墾事務總辦」。日治時期，明治29年（1896年），屬大嵙崁撫墾署管轄；明治31年（1898年）改隸三角湧辦務署大嵙崁支署；明治33年（1900年）改屬大嵙崁辦務署；明治34年（1901年）屬桃仔園廳大嵙崁支廳；明治38年（1905年）屬桃園廳大嵙崁支廳番地；大正9年（1920年）屬新竹州大溪郡番地。
二次大戰結束後，國民政府接收臺灣，民國36年（1947年）初屬新竹縣角板鄉（今復興鄉）義興村（今義盛村）；民國40年（1951年）8月以後析義盛村北部置「霞雲村」，之後該村村名及界線未再改變。

## 景點特色
- 鐵木瀑布
- 東眼山國家森林遊樂區